# Магнітоелектричний ефект
Магнітоелектричний ефект (МЕ) означає будь-який зв’язок між магнітними та електричними властивостями матеріалу.   Перший приклад такого ефекту був описаний Вільгельмом Рентгеном у 1888 році, який виявив, що діелектричний матеріал, який рухається через електричне поле, намагнічується.  Матеріал, де такий зв'язок присутній, називається магнітоелектриком або магнітоелектричним мультифероїком.
Деякі перспективні застосування МЕ-ефекту – це вимірювання магнітного поля з високою точністю, передові логічні пристрої, керовані мікрохвильові фільтри, засоби оперативної памʼяті. 

## Історія
Перший приклад магнітоелектричного ефекту був запропонований у 1888 році Вільгельмом Рентгеном, який показав, що діелектричний матеріал, який рухається в електричному полі, намагнічується.  Можливість власного магнітоелектричного ефекту в (нерухомому) матеріалі була припущена П’єром Кюрі  у 1894 році, тоді як термін «магнітоелектричний» був введений Пітером Дебаєм  у 1926 році. Математичне формулювання лінійного магнітоелектричного ефекту було включено до курсу теоретичної фізики Льва Ландау та Євгена Ліфшица.  Тільки в 1959 році Ігор Дзялошинський, використовуючи елегантний аргумент симетрії, вивів форму лінійного магнітоелектричного зв’язку в оксиді хрому (III) (Cr 2 O 3 ). Експериментальне підтвердження прийшло лише через кілька місяців, коли ефект вперше спостерігав Д. Астров.  Загальний інтерес, який послідував за вимірюванням лінійного магнітоелектричного ефекту, призвів до організації серії конференцій Magnetoelectric Interaction Phenomena in Crystals (MEIPIC). Між передбаченням Дзялошинського і першим виданням MEIPIC (1973) було знайдено понад 80 лінійних магнітоелектричних сполук. Сучасний технологічний і теоретичний прогрес, який зумовлений значною мірою появою мультифероїдних матеріалів , спричинив ренесанс цих досліджень , і магнітоелектричний ефект все ще активно досліджується. 

## Лінійний магнітоелектричний ефект
Історично першим і найбільш вивченим прикладом цього ефекту є лінійний магнітоелектричний ефект . Математично, електрична сприйнятливість {\displaystyle \chi ^{e}} і магнітна сприйнятливість {\displaystyle \chi ^{v}} описують відповіді векторів електричної поляризації та намагніченості  на електричні та магнітні поля відповідно. В той же час, існує також можливість магнітоелектричної сприйнятливості {\displaystyle \alpha _{ij}}, яка описує лінійний відгук електричної поляризації на магнітне поле, і навпаки: 
{\displaystyle P_{i}=\sum _{j}\epsilon _{0}\chi _{ij}^{e}E_{j}+\sum _{j}\alpha _{ij}H_{j}}
{\displaystyle \mu _{0}M_{i}=\sum _{j}\mu _{0}\chi _{ij}^{v}H_{j}+\sum _{j}\alpha _{ij}E_{j},}
Тензор {\displaystyle \alpha } має бути однаковим в обох рівняннях. Тут P — електрична поляризація, M — намагніченість, E і H — електричне та магнітне поля . В одиницях СІ, {\displaystyle \alpha } має одиниці секунди на метр.
Першим матеріалом, де власний лінійний магнітоелектричний ефект був передбачений теоретично та підтверджений експериментально, був Cr 2 O 3 .   Це однофазний матеріал. Мультифероїки є ще одним прикладом однофазних матеріалів, які можуть виявляти загальний магнітоелектричний ефект  якщо їх магнітний і електричний параметри порядку поєднані. Ще одним способом реалізації магнітоелектриків є композитні матеріали, де ідея полягає в тому, щоб поєднати, скажімо, магнітострикційний і п’єзоелектричний матеріал. Ці два матеріали взаємодіють через деформацію, що призводить до зв’язку між магнітними та електричними властивостями складного матеріалу.

## Загальна феноменологічна теорія
Якщо зв'язок між магнітними та електричними властивостями є аналітичним, то магнітоелектричний ефект можна описати розкладанням вільної енергії в степеневий ряд за електричним і магнітним полями {\displaystyle E} і {\displaystyle H} : 
{\displaystyle {\begin{aligned}F(E,H)&=F_{0}-P_{i}^{s}E_{i}-\mu _{0}M_{i}^{s}H_{i}-{\frac {1}{2}}\epsilon _{0}\chi _{ij}^{e}E_{i}E_{j}-{\frac {1}{2}}\mu _{0}\chi _{ij}^{v}H_{i}H_{j}\\&\qquad -\alpha _{ij}E_{i}H_{j}-{\frac {1}{2}}\beta _{ijk}E_{i}H_{j}H_{k}-{\frac {1}{2}}\gamma _{ijk}H_{i}E_{j}E_{k}+\ldots \end{aligned}}}
Диференціація вільної енергії дасть електричну поляризацію {\displaystyle P_{i}=-{\frac {\partial F}{\partial E_{i}}}} і намагніченість {\displaystyle M_{i}=-{\frac {1}{\mu _{0}}}{\frac {\partial F}{\partial H_{i}}}} . Тут, {\displaystyle P^{s}} і {\displaystyle M^{s}} є поляризація та намагніченість насичення (максимальні значення при великий зовнішніх полях) матеріалу, тоді як {\displaystyle \chi ^{e}} і {\displaystyle \chi ^{v}} є електричні та магнітна сприйнятливості. Тензор {\displaystyle \alpha } описує лінійний магнітоелектричний ефект, який відповідає електричній поляризації, яка є лінійно індукована магнітним полем, і навпаки. Вищі члени з коефіцієнтами {\displaystyle \beta } і {\displaystyle \gamma } описують квадратичні ефекти.
Можливі члени, що з’являються в ряді вище, обмежені симетрією матеріалу. Зокрема, тензор {\displaystyle \alpha } має бути антисиметричним за симетрією зворотності часу.  Таким чином, лінійний магнітоелектричний ефект може виникнути лише в тому випадку, якщо симетрія обернення часу явно порушена, наприклад, через явний рух у прикладі Рентгена, або через власне магнітне впорядкування в матеріалі. Навпаки, тензор {\displaystyle \beta } може існувати в матеріалах із симетрією зворотності. Повний аналіз відповідних інваріантних складових вільної енергії можливий з використанням теорії магнітної симетрії.

### Флексомагнітоелектричний ефект
Магнітно-керована сегнетоелектрика (і навпаки) також може бути спричинена неоднорідною магнітоелектричною взаємодією. Цей ефект виникає через зв'язок між просторово-неоднорідними параметрами порядку. Його також називають флексомагнітоелектричним ефектом.  Часто він описується за допомогою інваріанта Ліфшица (член вільної енергії з одною константою взаємодії {\displaystyle \gamma }):
{\displaystyle F_{FME}=\gamma _{0}{\mathbf {P}}{\biggl (}{\mathbf {M}}(\nabla {\mathbf {M}})-({\mathbf {M}}\nabla ){\mathbf {M}}{\biggr )}}
Загальний вигляд вільної енергії флексомагнітоелектричної взаємодії {\displaystyle \gamma _{ijkn}P_{i}M_{j}\nabla _{k}M_{n}} визначається магнітною симетрією кристалу у парамаганітній та параелектричній фазах. Тут і далі формули записуються, згідно до нотації Ейнштейна. Наприклад, у випадку кубічного гексоктаедричного кристала, вільна енергія включає чотири феноменологічні константи у загальному випадку варіаційних задач з невідомими просторовими розподілами векторів і намагніченості і електричної поляризації. 
Флексомагнітоелектричний ефект виникає в спіральних мультифероїках  або мікромагнітних структурах, таких як доменні стінки  і магнітні вихори  .
Сегнетоелектрика, створена з мікромагнітної структури, може виникнути в будь-якому магнітному матеріалі, навіть у центросиметричному . Побудова класифікації симетрії доменних стінок призводить до визначення типу повороту електричної поляризації в об'ємі будь-якої магнітної доменної стінки. Прогнози для майже всіх груп симетрії узгоджуються з феноменологією, в якій неоднорідна намагніченість поєднується з однорідною поляризацією . Загальна синергія між теорією симетрії та феноменології виникає, якщо врахувати складові вільної енергії з просторовими похідними електричної поляризації. 

## Мікроскопічне походження
Є кілька шляхів, як в матеріалі може виникнути магнітоелектричний ефект з перших принципів.

### Одноіонна анізотропія
У кристалах спін-орбітальний зв’язок відповідає за одноіонну магнітокристалічну анізотропію, яка визначає легкі осі (напрямку з мінімум енергії) для орієнтації спінів. Зовнішнє електричне поле може змінити локальну симетрію магнітних іонів і вплинути як на силу анізотропії, так і на напрямок легких осей. Таким чином, одноіонна анізотропія може зв’язувати зовнішнє електричне поле зі спінами магнітно-впорядкованих сполук.

### Симетрична обмінна стрикція
Основна взаємодія між спінами іонів перехідних металів у твердих тілах зазвичай забезпечується суперобмінною взаємодією. Ця взаємодія залежить від параметрів кристалічної структури, таких як довжина зв’язку між магнітними іонами та кут, утворений зв’язками між магнітними та лігандними іонами. У магнітних діелектриках це зазвичай основний механізм магнітного впорядкування і, залежно від зайнятості орбіт і кутів зв’язку, може призвести до феро- або антиферомагнітних взаємодій. Оскільки сила суперобміну залежить від відносного розташування іонів, він зв’язує орієнтацію спіна зі структурою решітки. Зв’язок спінів з колективним спотворенням із сумісним електричним диполем може статися, якщо магнітний порядок порушує симетрії просторової парності. Таким чином, суперобмін може забезпечити керування магнітними властивостями через зовнішнє електричне поле.

### Деформаційний магнітоелектричний гетероструктурний ефект
Оскільки існують матеріали, в яких тензор деформації та електрична поляризація впливають одне на одного (п’єзоелектрики, електрострикційні матеріали та сегнетоелектрики), та такі, в яких є аналогічний звʼязок деформації з намагніченістю (магнітострикційні,магнітопружні та феромагнітні матеріали), можна опосередковано поєднати магнітні та електричні властивості шляхом створення композитів із цих матеріалів, які щільно з’єднані так, що механічні напруження переходять від одного до іншого .
Стратегія тонкої плівки дозволяє досягти міжфазного мультифероїчного зв’язку через механічний канал у гетероструктурах, що складаються з магнітопружного та п’єзоелектричного компонентів.  Цей тип гетероструктури складається з епітаксіальної магнітопружної тонкої плівки, вирощеної на п’єзоелектричній підкладці. Для цієї системи накладання зовнішнього магнітного поля призведе до деформації магнітопружної плівки. Цей процес, званий магнітострикцією, змінить умови залишкової деформації в магнітопружній плівці, яка може бути передана через поверхню до п’єзоелектричної підкладки. Отже, поляризація вводиться в підкладку через п’єзоелектричний процес.
Загальний ефект полягає в тому, що поляризація сегнетоелектричної підкладки регулюється за допомогою застосування магнітного поля, що є бажаним магнітоелектричним ефектом (зворотний ефект також можливий). У цьому випадку інтерфейс відіграє важливу роль у опосередкуванні відповідей від одного компонента до іншого, реалізуючи магнітоелектричний зв’язок.  Для ефективного з’єднання потрібен високоякісний інтерфейс з оптимальним станом деформації. У світлі цього інтересу для синтезу цих типів тонкоплівкових гетероструктур були застосовані передові методи осадження. Було продемонстровано, що молекулярно-променева епітаксія здатна осаджувати структури, що складаються з п’єзоелектричних і магнітострикційних компонентів. Досліджувані системи матеріалів включали ферит кобальту, магнетит, SrTiO3, BaTiO3, PMNT   .